# Ragnar Lodbrok
Ragnar Lodbrok (Ragnarr Loðbrók, en vieux norrois, ou Ragnarr aux braies velues), parfois orthographié Ragnar Lodbrog, Regnard Lodbrog, Ragnar Lothbrock ou encore Ragnar Lothbrok est un roi semi-légendaire de Suède et du Danemark, qui aurait régné à une époque indéterminée entre 750 et 865.

## Mythe ou personnage historique?
Dans son commentaire sur la Geste des Danois, Hilda Ellis Davidson note que le compte rendu de la légende de Ragnar dans les livres IX de la Geste semble être une tentative pour regrouper sous le règne d'un seul roi, Ragnar, les événements relatés dans les récits confus et contradictoires auxquels le chroniqueur avait eu accès. C'est pourquoi de nombreuses actions imputées à Ragnar dans la Geste peuvent être attribuées, sur l'autorité d'autres sources, à d'autres personnalités, dont certaines sont historiquement plus crédibles. La liste de ces candidats pour le Ragnar historique comprend notamment :
- le roi Hårek (m. 854) ;
- le roi Reginfrid (m. 814) ;
- un roi qui régna sur une partie du Danemark et entra en conflit avec Harald Klak ;
- un certain Reginherus qui attaqua Paris vers le milieu du IXe siècle selon les Annales de Saint-Bertin ;
- éventuellement l'un des « Ragnall » Uí Ímair des Annales Irlandaises ;
- et le chef viking dont la mort a amené son fils à envahir l'Angleterre avec la Grande Armée en 865[1].

Jusqu'ici, les tentatives pour identifier de façon certaine le Ragnar légendaire ont échoué en raison de la difficulté de concilier les différents événements et leur chronologie. Néanmoins, la tradition d'un héros viking appelé Ragnar (ou un nom similaire) qui aurait fait des ravages en Europe vers le milieu du neuvième siècle et qui aurait engendré de nombreux fils restés célèbres demeure remarquablement persistante, et certains de ses aspects sont documentés par des sources relativement fiables, telles que la Chronique anglo-saxonne. Davidson écrivait en 1979, « certains chercheurs ces dernières années ont fini par accepter au moins une partie de l'histoire de Ragnar comme fondée sur des faits historiques ». Katherine Holman, d'autre part, conclut que « bien que ses fils soient des personnages historiques, il n'existe aucune preuve que Ragnar lui-même ait jamais vécu, et il semble être un amalgame de plusieurs figures historiques et littéraires différentes ». 

## Ragnar dans les sources scandinaves
Selon la Geste des Danois du chroniqueur médiéval Saxo Grammaticus, « Regnerus Lothbrog », comme le nomme Grammaticus, était le fils de Sywardus Ring. Il succède à son père avec l'accord des Jutlandais, lorsque ce dernier meurt à la suite d'une blessure reçue lors d'un combat. De ses quatre épouses, il aurait eu une nombreuse descendance.
1) De Lagertha, skjaldmö c'est-à-dire la guerrière au bouclier :
- Fridlevus Ragnarsson ;
- fille anonyme Ragnarsdottir ;
- fille anonyme Ragnarsdottir.

2) De Thora Borgarthiort, fille de Heroth, roi de Gothie :
- Rathbarth Ragnarsson ;
- Dunwat Ragnarsson ;
- Sigurd Œil de Serpent Ragnarsson ;
- Björn Ragnarsson ;
- Agner Ragnarsson, tué lors d'une guerre contre Eysteinn beli ;
- Ivar Ragnarsson ;
- Halfdan Ier Ragnarsson.

3) De Suanlogha :
- Regnald Ragnarsson ;
- Hvitserk ou Witherc Ragnarsson ;
- Eirik Vindhatt Ragnarsson (identifié parfois avec Éric IV Anundsson ?).

4) De la fille de Hesbern :
- Ubbe Ragnarsson.

La saga scandinave de « Ragnarr aux Braies velues » ou Ragnarr saga Loðbrókar et son annexe le « Dit des fils de Ragnarr » ou Ragnarssona þáttr, dont les textes ont été traduits en français et présentés par Jean Renaud, donnent une tout autre famille à Ragnarr Loðbrók. S'il est bien le fils de Sigud l'Anneau, Ragnarr épouse d'abord Thora, fille du jarl Herruðr, qui lui donne deux fils - Eirikr et Agnarr tués par Eysteinn beli- mais qui meurt encore jeune de maladie, puis une mystérieuse inconnue qui s'avère être Áslaug ou Kráka, la fille des mythiques Brynhildr fille de Buðli et Sigurð Meurtrier de Fáfnir, dite également parfois Randalin, mère de ses quatre autres fils les plus célèbres :
- Ivarr ;
- Björn ;
- Hvitserktá ;
- Sigurd ;
- mais aussi de Regnald/Rögnwaldr, tué le premier lors de la prise de la forteresse d'Hvítabær.

Au milieu du XIIe siècle, le moine islandais Nikulas de Munkathvera évoque les fils de Ragnar Lodbrok dans son Leiðarvísir og borgarskipan. Ceux-ci auraient détruit la ville de Vivilsborgar, identifiée comme Avenches, l'ancienne Aventicum, capitale de l'Helvetie romaine.
Le chroniqueur Adam de Brême évoque également Ragnar dans son Histoire des archevêques de Hambourg :

« Les plus célèbres de ces chefs barbares ont été Horich, Ordwig, Gottfried, Rudolf et Ingvar. Le plus cruel d'entre eux a été Ingwar fils de Ragnar Lodbrok »

Au XIIIe siècle dans l'Heimskringla Snorri Sturluson mentionne également plusieurs fois Ragnar :

« Son père s'appelait Helgi le Hardi, et sa mère Aslaug ; cette dernière était la fille de Sigurd Oeil de Serpent, dont le père était Ragnar aux Braies velues. »

« On rapporta au roi Harald que le roi de suède avait déclaré qu'il n'aurait de cesse qu'il n'ait obtenu dans le Vik un domaine aussi vaste que celui qu'avait possédé par le passé Sigurd l'Anneau ou son fils Ragnar aux Braies velues »

« On estime que la Northumbrie couvre le cinquième de l'Angleterre. Eric s'établit à York, où l'on dit que les fils de [Ragnar] Braies velues résidèrent autrefois »

« Harald déclara que personne n'avait exigé de son père le roi Gorm qu'il régnât sur la moitié du Danemark, ni de son grand-père Harde-Knut, ni de Sigurd Œil-de-serpent, ni de Ragnar aux Braies velues »

## Ragnar, comte du roi Hårek
Selon les Annales de Saint-Bertin, Ragnar (Reginherus) était un comte à la cour du roi danois Hårek, qui participe au premier pillage de Paris (voir siège de Paris) par les Vikings en 845. Il entre dans la Seine le 20 mars, avec 120 navires et 5 000 vikings. Les soldats de l'armée de Charles II le Chauve qui gardaient le monastère de Saint-Denis tentent de s'opposer à lui, mais il fait pendre sous leurs yeux 111 prisonniers dans une île au milieu du fleuve, afin qu'épouvantés ils s'enfuient et que Charles le Chauve, enfermé dans l'abbaye de Saint-Denis et privé d'armée, demeure inactif. Les Vikings danois pillent et brûlent la ville sans résistance le dimanche de Pâques 28 mars. Les habitants des deux rives s'étant enfuis ou réfugiés dans la Cité. Après le versement d'un danegeld de 7 000 livres d'argent, Reginherus rentre au Danemark.

## La mort de Ragnar
Selon une tradition reprise dans la saga Ragnarssona þáttr, c'est-à-dire le « Dit des fils de Ragnarr », Ragnar prisonnier du roi Ælle de Northumbrie aurait été jeté dans une fosse pleine de serpents. L'attaque de 866 contre la Northumbrie menée par ses fils putatifs Sigurd, Ivar le Désossé et Ubbe était destinée à le venger, et le roi Ælle aurait été mis à mort par eux en subissant le supplice de l’aigle de sang. Néanmoins, l’historicité de cette version des faits est mise en doute par les historiens,.

## Culture moderne

### Dans la littérature
- Dans le roman Le Vagabond des étoiles de Jack London, le personnage principal, Darrell Standing, revit les mémoires d'un personnage nommé Lodbrog, qui ira jusqu'à Jérusalem.
- Dans la série de romans La Ferme des Dragons de Tad Williams et Deborah Beale, Ragnar Lodbrok est un roi danois hors de son époque travaillant à la Ferme Ordinaire.

### À l'écran
- Ragnar est interprété par Ernest Borgnine dans le film Les Vikings réalisé par Richard Fleischer en 1958.
- Ragnar Lothbrok, interprété par Travis Fimmel, est le héros principal de la série canado-irlandaise Vikings, coproduite par la chaîne History : il ne s'agit pas d'une reconstitution exacte de sa vie, mais d'une fiction, qui reprend certains éléments de la vie des Vikings au temps des invasions, et ce que Ragnar et son entourage auraient pu accomplir à cette époque[21].
- Ragnar Lothbrok est évoqué dans la série britannique The Last Kingdom coproduite par la BBC America.

### Dans la musique
- Saga de Ragnar Lodbrock est le nom d'une formation française de rock progressif des années soixante-dix, auteur d'un concept-album du même nom en 1978, réédité par le label Musea[22]. L'auteur des textes est le comédien et auteur français Olivier Proust.

### Dans les jeux vidéo
Ragnar est un chef viking dans de nombreux jeux vidéo comme Civilization IV, For Honor, Mount and Blade ou Mace: The Dark Age. Ragnar est cité dans les jeux Assassin’s Creed Valhalla, God of War et God of War: Ragnarök. Ragnar Crinière noire est un personnage dans le jeu Warhammer 40 000, chez les Space wolves. Ragnar le Rouge est le personnage d'une chanson souvent entendue en taverne dans le jeu vidéo The Elder Scrolls V : Skyrim. 
Ragnar est le fils héritier de Sigurdr Hring dans le jeu Crusader Kings II en 769.

### Dans la bande dessinée
- Ragnar est une série de bande dessinée d'Eduardo Coelho et Jean Ollivier.
- Ragnar est le héros de la bande dessinée Vikings, de Staz Johnson (dessinateur) et Cavan Scott (scénario), inspirée par la série télévisée du même nom.
- Ragnar est le héros de la bande dessinée Vikings, scénarisée par Michael Hirst et dessinée par Dennis Calero, préquel à la saison 1 de la série télévisée Vikings[23].
- Vengeant la mort de Ragnar, la mort du roi Ælle de Northumbrie et le supplice de l'aigle de sang sont illustrés dans la bande dessinée Moi Svein, compagnon d'Hasting, dans le tome 5 intitulé L'aigle de Sang.
- Les albums n° 12 et 13 du Scrameustache de Gos, Le secret des trolls et la saga de Thorgull, sont basés sur l'histoire de Ragnar le maudit.

## Sources

### Sources primaires
- (en) Saxo Grammaticus, Hilda Ellis Davidson (traduction) et Peter Fisher (traduction), Gesta Danorum [« Saxo Grammaticus: The history of the Danes: books I–IX »], vol. 1 & 2, Cambridge, D. S. Brewer, 1979/1980 (ISBN 9780859915021), « Chapter introduction commentaries ».
- Saxo Grammaticus (texte traduit par Jean-Pierre Troadec et présenté par François-Xavier Dillman), La Geste des Danois (Gesta Danoromum), vol. livres I-IX, Paris, éditions Gallimard, coll. « « L'aube des peuples » », 1995 (ISBN 2-07-072903-6).
- Jean Renaud (Traduit de l'islandais ancien et postface), Saga de Ragnarr aux Braies Velues suivie du Dit des fils de Ragnarr et du Chant de Kráka, Toulouse, éditions Anacharsis, 2005, 156 p. (ISBN 291477723X).

### Sources secondaires
- Régis Boyer, En lisant Saxo Grammaticus « Le passé légendaire du Danemark », Paris, Les Belles Lettres, 2016, 269 p. (ISBN 9782251730448).
- Peter Brent, les Vikings, Paris, Tallandier, 1978, 255 p. (ISBN 2501000692).
- (en) Katherine Holman, Historical dictionary of the Vikings, Lanham (Maryland), Scarecrow Press, juillet 2003 (ISBN 9780810848597).
- Johannes Steenstrup, Les invasions normandes en France, Paris, Albin Michel, coll. « Le Mémorial des Siècles (IXe siècle) », 1969, 340 p.
- (en) Ulrike Strerath-Bolz, Rezension von Rory McTurk, Studies in "Ragnars saga loðbrókar" and Its Major Scandinavian Analogues, Alvíssmál 2 (1993) : 118–19. lire en ligne.
- (en) Matthew Townend, Viking Age Yorshire, Blackthorn Press Pickering, 2014, 308 p. (ISBN 978-1-906259-39-6), p. 27,57,220.
- (en) Ann Williams,Alfred P. Smyth, D P Kirby, A Bibliographical Dictionary of Dark Age Britain (England, Scotland and Wales c.500-c.1050), Londres, Seaby, 1991, 253 p. (ISBN 1 852640472), p. 206 « Ragnarr Lothbrok fl. ninth century ».